# Турбеш
Турбеш (на гръцки: Μακρυώτισσα, до 1927 година Τουρπές, Турпес) е бивше село в Република Гърция, Егейска Македония, разположено на територията на дем Долна Джумая (Ираклия).

## География
Селото е било разположено в източните склонове на Карадаг (Мавровуни).

## История
В „Етнография на вилаетите Адрианопол, Монастир и Салоника“, издадена в Константинопол в 1878 година и отразяваща статистиката на населението от 1873 г., Турбеш (Tourbèche) е посочено като селище в Сярска каза с 15 домакинства, като жителите му са 50 българи.
В 1891 година Георги Стрезов пише за селото:
| „ | Турбеш, чифлик на Стерия Дуру, на З от града до 5 часа. Разположено е при подножието на планината, недалеч от Струма. Земя за работа съвсем малко в полето. 30 къщи, българе; гръцка църква. | “ |

Според статистиката на Васил Кънчов („Македония. Етнография и статистика“) от 1900 година Търбеш е село в Нигритска нахия на Сярска каза и брои 350 жители, всички българи християни.
Всички християни от Турбеш са под ведомството на Цариградската патриаршия. По данни на секретаря на Българската екзархия Димитър Мишев („La Macédoine et sa Population Chrétienne“) в 1905 година в Торбеш (Torbech) живеят 96 българи патриаршисти гъркомани.

### В Гърция
През Балканската война селото е освободено от части на българската армия, но остава в Гърция след Междусъюзническата война. Населението му се изселва в България и в селото са заселени гърци бежанци. Според преброяването от 1928 година селото е чисто бежанско с 49 бежански семейства и 202 души.